# Barak-1
Barak-1 (hebräisch ברק 1) ist eine vertikal gestartete Flugabwehrrakete aus Israel. Sie kommt auf Schiffen und Schnellbooten zum Einsatz und dient zur Bekämpfung von Flugzeugen und Lenkwaffen.

## Entwicklung
Die Entwicklung der Barak-1 bei Israel Aerospace Industries und Rafael begann 1979. Nachdem die Entwicklung infolge finanzieller Engpässe ins Stocken geraten war, wurde sie nach dem Falklandkrieg wieder aufgenommen. Anfänglich plante man die Lenkwaffen mit einem drehbaren 8-fach-Starter einzusetzen. Später entschied man sich für eine modulare Systemarchitektur mit einem Vertical Launching System. Die ersten Lenkwaffentests erfolgten 1984. Im Jahr 1986 gelang es einer Barak-1 eine tieffliegende BGM-71 TOW-Panzerabwehrlenkwaffe abzufangen und zu zerstören. Nachdem 1991 die Truppenerprobung erfolgt war, wurde das System im Jahr 1992 bei der israelischen Marine eingeführt.

## Technik
Barak-1 wurde zur Bekämpfung von Flugzeugen, Hubschraubern, Marschflugkörpern, tieffliegenden (Seaskimmer) Anti-Schiffs-Raketen sowie Präzisionsbomben entwickelt. Das System hat eine kurze Reaktionszeit: Ab der Zielauffassung bis zur Zielzerstörung auf die volle Einsatzdistanz von 12 km werden maximal 30 Sekunden benötigt. Ein Barak-1-System besteht aus dem STR-Feuerleitradar, einer Bedienungskonsole sowie 8–32 vertikalen Startbehältern für die Lenkwaffen. Zur Zielauffassung kann ein schiffeigenes Suchradar verwendet werden. Von diesem werden die Zieldaten automatisch an die Bedienungskonsole weitergegeben. Dort werden die Bekämpfungs-Algorithmen ermittelt und der Lenkwaffenstart ausgelöst. Dieser Ablauf kann automatisch oder manuell erfolgen. Die Lenkwaffen werden vertikal aus ihren Startbehältern gestartet. Die Steuerung erfolgt über Lenkflossen am Heck und eine Schubvektor-Düse. Barak-1 kann Manöver mit einer Radialbeschleunigung von bis zu 45g durchführen. Die Lenkung erfolgt mittels Radarleitstrahl nach dem Prinzip der Halbaktiven Zielsuchlenkung (SARH). Alternativ können die Lenkwaffen auch mit einem optischen Zielgerät mittels SACLOS zum Ziel geführt werden. Die minimale Bekämpfungsdistanz der Barak-1 ist mit 500 m deutlich geringer als bei vergleichbaren Modellen. Kommt das Flugziel in den Ansprechradius (3 m) des Näherungszünders, wird der Splittergefechtskopf gezündet. Bei einem Direkttreffer wird der Sprengkopf durch den Aufschlagzünder ausgelöst.

## Varianten
- Barak-1: Standardausführung.
- ADAMS: Fahrzeuggebundene Ausführung. Entwicklung eingestellt.[2]
- Barak-2: Variante mit modernisierter Elektronik und vergrößerter Reichweite. Entwicklung eingestellt.[2]
- Barak-8: Vollkommen neue Ausführung mit einer Reichweite von 70 km. Wird von Israel und Indien entwickelt.

## Verbreitung
- Chile
- Indien
- Israel
- Kolumbien
- Singapur
- Taiwan
- Thailand[4]